# UTC-10
Часово отместване UTC-10 се използва в:
- Нова Зеландия: Острови Кук: Токелау
- Франция: Френска Полинезия, Дружествени острови включително Таити, Туамоту и Австралски острови
- САЩ: Алеутски острови (Аляска западно от 169° 30′ западна дължина), Хавайски острови и Атол Джонстън